# George Saunders
George Saunders (Amarillo, 1958. december 2. –) amerikai író, aki novellákat, esszéket, gyermekkönyveket és regényeket ír. Írásai a The New Yorker, a Harper's, a McSweeney's és a GQ folyóiratokban jelentek meg. Emellett 2006 és 2008 között heti rovatot írt American Psyche címmel a The Guardian hétvégi magazinjába.
A Syracuse Egyetem professzora, 1994-ben, 1996-ban, 2000-ben és 2004-ben elnyerte a National Magazine Award szépirodalmi díját, 1997-ben pedig az O. Henry-díj második díját. Első novelláskötete, a CivilWarLand in Bad Decline 1996-ban a PEN Hemingway-díj döntőjébe jutott. Saunders 2006-ban MacArthur-ösztöndíjat kapott, és megnyerte a World Fantasy díjat a "CommComm" című novellájáért.
In Persuasion Nation című novelláskötete 2007-ben a Story-díj döntőjébe jutott. 2013-ban elnyerte a PEN Malamud-díjat, és döntős volt a Nemzeti Könyvdíjra. Saunders Tenth of December: Stories című novellagyűjteménye 2013-ban elnyerte a Story-díjat és a legelső (2014-es) Folio-díjat. Lincoln in the Bardo című regénye 2017-ben elnyerte a Booker-díjat.

## Fiatalkora és iskolái
Saunders a texasi Amarillóban született. Az Illinois állambeli Oak Forestben, Chicago közelében nőtt fel, a St. Damian Katolikus Iskolába járt, és az Oak Forest High Schoolban érettségizett. Húszas évei elején tetőfedőként dolgozott Chicagóban, portásként Beverly Hillsben, és vágóhídi csülökhúzóként. 1981-ben geofizikai mérnöki diplomát szerzett a Coloradói bányászati iskolában, a  Colorado állambeli Goldenben. Tudományos hátteréről Saunders azt mondta: "Bármilyen eredetiségre való igényt támaszthatok a fikcióimban, az valójában csak ennek a furcsa háttérnek az eredménye: alapvetően én nem dolgozom hatékonyan, hibás eszközökkel, egy olyan módban, aminek a megértéséhez nincs elegendő hátterem. Mintha egy hegesztőt ruhák tervezésével bíznánk meg.".
1988-ban a Syracuse Egyetemen kreatív írásból szerzett diplomát, ahol Tobias Wolffal dolgozott együtt. 1988-ban találkozott Paula Redickkel, egy írótársával, akit feleségül vett. Saunders így emlékezett vissza: "három hét alatt eljegyeztük egymást, ez a Syracuse Creative Writing Program rekordja, ami azt hiszem, még mindig áll.".
Saunders írta, hogy milyen hatások érték őt:
Nagyon szeretem az orosz írókat, különösen a 19. és a 20. század elején: Gogol, Tolsztoj, Csehov, Babel. Szeretem, ahogyan a nagy témákat felvállalják. Inspirál egy bizonyos abszurd komikus hagyomány is, amely olyan hatásokat foglal magában, mint Mark Twain, Danyiil Harmsz, Groucho Marx, a Monty Python, Steve Martin, Jack Handey stb. És aztán, ezen felül, szeretem a minimalista amerikai szépirodalmi írások törzsét: Sherwood Anderson, Ernest Hemingway, Raymond Carver, Tobias Wolff. 

## Pályafutása

### Háttér és munka
1989 és 1996 között Saunders műszaki íróként és geofizikai mérnökként dolgozott a Radian International környezetvédelmi mérnöki cégnél Rochesterben. Az 1980-as évek elején egy ideig egy szumátrai olajkutató brigáddal is dolgozott.
1997 óta Saunders a Syracuse Egyetem tanára, kreatív írást tanít az iskola MFA-programjában, miközben továbbra is publikál szépirodalmi és nem szépirodalmi műveket. 2006-ban Guggenheim-ösztöndíjat és 500 000 dolláros MacArthur-ösztöndíjat kapott. 2010-ben a Wesleyan Egyetem és a Hope College vendégírója volt, és részt vett a Wesleyan Distinguished Writers Series és a Hope College Visiting Writers Series sorozatában. The Braindead Megaphone című nonfiction gyűjteménye 2007-ben jelent meg.
Saunders regényei gyakran a fogyasztói társadalom, a vállalati kultúra és a tömegmédia szerepének abszurditására fókuszálnak. Sok kritikus említi írásainak szatirikus hangvételét, de művei erkölcsi és filozófiai kérdéseket is felvetnek. Az írásaiban megjelenő tragikomikus elem miatt Saunders-t Kurt Vonneguthoz hasonlítják, akinek munkássága inspirálta őt.
Ben Stiller az 1990-es évek végén megvásárolta a CivilWarLand in Bad Decline filmjogait; 2007-ben a projekt Stiller cége, a Red Hour Productions fejlesztésében volt. Saunders írt egy nagyjátékfilmes forgatókönyvet is, amely a "Sea Oak" című novelláján alapul.
Saunders húszas éveiben objektivistának tartotta magát, de ma már kedvezőtlenül szemléli a filozófiát, a neokonzervativizmushoz hasonlítja. A nyingma buddhizmus tanítványa.

### Díjak
Saunders négyszer nyerte el a National Magazine Award for Fiction díjat: 1994-ben a "The 400-Pound CEO" (megjelent a Harper's-ben); 1996-ban a "Bounty" (szintén a Harper's-ben); 2000-ben a "The Barber's Unhappiness" (megjelent a The New Yorker-ben); és 2004-ben a "The Red Bow" (megjelent az Esquire-ben) című írásaiért. 1997-ben második díjat nyert az O. Henry Awards-on a "The Falls" című novellájáért, amely eredetileg a The New Yorker 1996. január 22-i számában jelent meg.
Első novelláskötete, a CivilWarLand in Bad Decline, 1996-ban a PEN/Hemingway-díj döntőjébe került.
2001-ben Saunders megkapta a Lannan Irodalmi Díjat.
2006-ban Guggenheim-ösztöndíjat kapott. Szintén ebben az évben MacArthur-ösztöndíjat; In Persuasion Nation című novelláskötete a The Story Prize döntőjébe került; és elnyerte a World Fantasy Award legjobb novellának járó díját a "CommComm" című novellájáért, amely először a The New Yorker 2005. augusztus 1-jei számában jelent meg.
2009-ben megkapta az Amerikai Művészeti és Irodalmi Akadémia díját. 2014-ben beválasztották az Amerikai Művészeti és Tudományos Akadémia tagjává.
2013-ban elnyerte a PEN/Malamud Award for Excellence in the Short Story-t. Tenth of December című novelláskötete 2013-ban elnyerte a Story Prize-t. A gyűjtemény 2014-ben elnyerte az első Folio-díjat is, "az első jelentős angol nyelvű könyvdíjat, amely a világ minden tájáról érkező írók számára nyitott". A gyűjtemény a National Book Award döntőjébe is bekerült, és a New York Times Book Review szerkesztői a "2013-as év 10 legjobb könyve" közé sorolták. 2013. januári címlapsztorijában a The New York Times Magazine a Tenth of Decembert "az idei legjobb könyvnek nevezte". A gyűjtemény egyik novellája, az "Home" 2011-ben a Bram Stoker-díj döntőjébe került.
2017-ben Saunders kiadta első regényét, a Lincoln in the Bardo címűt, amely elnyerte a Booker-díjat és a New York Times bestsellere lett.

## Válogatott művei

### Elbeszélésgyűjtemények
- CivilWarLand in Bad Decline (1996)
- Pastoralia (2000) (short stories and a novella)
- In Persuasion Nation (2006) (short stories)
- Tenth of December: Stories (2013) (short stories)
- Liberation Day: Stories (2022) (short stories)

### Regények
- Lincoln in the Bardo (2017)

### Nonfiction
- Saunders, George. The Braindead Megaphone (collected essays) (2007)
- Saunders, George. A Swim in a Pond in the Rain: In Which Four Russians Give a Master Class on Writing, Reading, and Life (2021)[25][51]

### Esszék és beszámolók
- Saunders, George. A bee stung me, so I killed all the fish (notes from the Homeland 2003–2006). Riverhead Books (2006)[52]
- Saunders, George (2009. augusztus 1.). „The View from the South Side, 1970”. Granta (108), 120–122. o.
- Saunders, George: Congratulations, by the Way: Some Thoughts on Kindness, 2014[53]
- Saunders, George. Trump days: up close with the candidate and his crowds, 50–61. o.[54]

### Antológiák
- Fakes: An Anthology of Pseudo-Interviews, Faux-Lectures, Quasi-Letters, "Found" Texts, and Other Fraudulent Artifacts, edited by David Shields and Matthew Vollmer (2012)
- Cappelens Forslags Conversational Lexicon Volume II, edited by Pil Cappelen Smith, published by Cappelens Forslag (2016) ISBN 978-82-999643-4-0

### Magyarul megjelent
- Lincoln és a bardo (Lincoln in the Bardo) – Bluemoon Könyvek, Budapest, 2017 · ISBN 9789635297245 · Fordította: Bujdosó István

## Fordítás
- Ez a szócikk részben vagy egészben  a   George Saunders című angol Wikipédia-szócikk fordításán alapul.  Az eredeti cikk szerkesztőit annak laptörténete sorolja fel. Ez a jelzés csupán a megfogalmazás eredetét és a szerzői jogokat jelzi, nem szolgál a cikkben szereplő információk forrásmegjelöléseként.